# Sean Price Williams
Sean Price Williams (Wilmington, 1º agosto 1977) è un direttore della fotografia statunitense.

## Biografia
Figlio di un meccanico e di un'operaia, ha diretto la fotografia del suo primo lungometraggio nel 1999, quando era ancora uno studente universitario. Trasferitosi a New York senza completare gli studi per perseguire una carriera artistica, mossa che avrebbe poi ricordato come «irresponsabile [verso i propri genitori]», si è affermato come prolifico direttore della fotografia all'interno della scena cinematografica underground e micro-budget newyorkese. È stato operatore e archivista di Albert Maysles, che ha descritto come il suo mentore, nell'ultima parte della carriera del celebre documentarista.
Nel 2015, il critico del New Yorker Richard Brody l'ha definito «il direttore della fotografia di molti dei migliori e più significativi film indipendenti dello scorso decennio», come quelli di Alex Ross Perry e dei fratelli Safdie (tra cui Good Time, il primo girato da Williams in 35mm), di cui è un frequente collaboratore.

## Filmografia parziale

### Direttore della fotografia

#### Cinema
- Frownland, regia di Ronald Bronstein (2007)
- Yeast, regia di Mary Bronstein (2008)
- Impolex, regia di Alex Ross Perry (2009)
- The Color Wheel, regia di Alex Ross Perry (2011)
- The Black Balloon, regia di Josh e Benny Safdie – cortometraggio (2012)
- Somebody Up There Likes Me, regia di Bob Byington (2012)
- Listen Up Philip, regia di Alex Ross Perry (2014)
- Heaven Knows What, regia di Josh e Benny Safdie (2014)
- Queen of Earth, regia di Alex Ross Perry (2015)
- Marjorie Prime, regia di Michael Almereyda (2017)
- Golden Exits, regia di Alex Ross Perry (2017)
- Good Time, regia di Josh e Benny Safdie (2017)
- Her Smell, regia di Alex Ross Perry (2018)
- Tesla, regia di Michael Almereyda (2020)
- Sportin' Life, regia di Abel Ferrara (2020)
- Zeros and Ones, regia di Abel Ferrara (2021)
- Funny Pages, regia di Owen Kline (2022)
- The Sweet East, regia di Sean Price Williams (2023)
- Harvest, regia di Athīna Rachīl Tsaggarī (2024)

#### Videoclip
- Take Me – Aly & AJ (2009)
- The Pure and the Damned – Oneohtrix Point Never (2017)
- Rare – Nas (2021)
- D.M.B. – A$AP Rocky (2022)
- Basement – Brockhampton (2022)

### Regista
- The Sweet East (2023)

### Attore
- Yeast, regia di Mary Bronstein (2008)